# Нова Мельниця (Острогозький район)
Нова Мельниця (рос. Новая Мельница) — село у Острогозькому районі Воронезької області Російської Федерації.
Населення становить 316  осіб. Входить до складу муніципального утворення міське поселення Острогозьк.

## Історія
Населений пункт розташований у межах суцільної української етнічної території, частини Східної Слобожанщини. До Перших визвольних змагань належав до Воронезької губернії.
Згідно із законом від 15 жовтня 2004 року входить до складу муніципального утворення міське поселення Острогозьк.

## Населення
| 1859 | 1900  | 1926  | 2000 | 2005 | 2007 | 2010 |
| ---- | ----- | ----- | ---- | ---- | ---- | ---- |
| 755  | ↗1052 | ↗1330 | ↘346 | ↗416 | ↘359 | ↘316 |